# Billie Jean King Cup 2020-2021 Zona Euro-Africana Gruppo II - Pool B
Il Pool B della Zona Euro-Africana Gruppo II nella Billie Jean King Cup 2020-2021 è uno dei due pool (gironi) in cui è suddiviso il Gruppo II della zona Euro-Africana.
|   | Pool B           | Danimarca (bandiera) | Finlandia (bandiera) | Egitto (bandiera) | Portogallo (bandiera) |
| 1 | Danimarca (2-1)  |                      | 2-1                  | 1-2               | 3-0                   |
| 2 | Finlandia (2-1)  | 1-2                  |                      | 3-0               | 2-1                   |
| 3 | Egitto (2-1)     | 2-1                  | 0-3                  |                   | 2-1                   |
| 4 | Portogallo (0-3) | 0-3                  | 1-2                  | 1-2               |                       |

## Primo giorno
| Danimarca 2 | Tali Tennis Center, Helsinki, Finlandia 4 febbraio 2020 Cemento (indoor) | Tali Tennis Center, Helsinki, Finlandia 4 febbraio 2020 Cemento (indoor) | Finlandia 1 |      |     |  |
| \| \| \| \| 1 \| 2 \| 3 \| \| \| - \| \| ------------------------------------------------------------------ \| --- \| ---- \| --- \| \| \| 1 \| \| Karen Barritza Anastasia Kulikova \| 6 2 \| 3 6 \| 3 6 \| \| \| 2 \| \| Clara Tauson Oona Orpana \| 6 4 \| 7 65 \| \| \| \| 3 \| \| Emilie Francati / Maria Jespersen Anastasia Kulikova / Oona Orpana \| 6 4 \| 6 4 \| \| \| |                                                                          |                                                                          |             |      |     |  |
| |                                                                          |                                                                          | 1           | 2    | 3   |  |
| 1 | Danimarca (bandiera) · Finlandia (bandiera)                              | Karen Barritza Anastasia Kulikova                                        | 6 2         | 3 6  | 3 6 |  |
| 2 | Danimarca (bandiera) · Finlandia (bandiera)                              | Clara Tauson Oona Orpana                                                 | 6 4         | 7 65 |     |  |
| 3 | Danimarca (bandiera) · Finlandia (bandiera)                              | Emilie Francati / Maria Jespersen Anastasia Kulikova / Oona Orpana       | 6 4         | 6 4  |     |  |

| Portogallo 1 | Tali Tennis Center, Helsinki, Finlandia 4 febbraio 2020 Cemento (indoor) | Tali Tennis Center, Helsinki, Finlandia 4 febbraio 2020 Cemento (indoor) | Egitto 2 |     |     |  |
| \| \| \| \| 1 \| 2 \| 3 \| \| \| - \| \| ------------------------------------------------------------ \| ---- \| --- \| --- \| \| \| 1 \| \| Maria Inês Fonte Sandra Samir \| 6 4 \| 4 6 \| 2 6 \| \| \| 2 \| \| Francisca Jorge Mayar Sherif \| 7 65 \| 4 6 \| 6 7 \| \| \| 3 \| \| Matilda Jorge / Inês Murta Mai El Kamash / Rana Sherif Ahmed \| 6 2 \| 5 7 \| 6 1 \| \| |                                                                          |                                                                          |          |     |     |  |
| |                                                                          |                                                                          | 1        | 2   | 3   |  |
| 1 | Portogallo (bandiera) · Egitto (bandiera)                                | Maria Inês Fonte Sandra Samir                                            | 6 4      | 4 6 | 2 6 |  |
| 2 | Portogallo (bandiera) · Egitto (bandiera)                                | Francisca Jorge Mayar Sherif                                             | 7 65     | 4 6 | 6 7 |  |
| 3 | Portogallo (bandiera) · Egitto (bandiera)                                | Matilda Jorge / Inês Murta Mai El Kamash / Rana Sherif Ahmed             | 6 2      | 5 7 | 6 1 |  |

## Secondo giorno
| Danimarca 3 | Tali Tennis Center, Helsinki, Finlandia 5 febbraio 2020 Cemento (indoor) | Tali Tennis Center, Helsinki, Finlandia 5 febbraio 2020 Cemento (indoor) | Portogallo 0 |     |   |  |
| \| \| \| \| 1 \| 2 \| 3 \| \| \| - \| \| ----------------------------------------------------------------- \| --- \| --- \| - \| \| \| 1 \| \| Karen Barritza Inês Murta \| 6 1 \| 6 0 \| \| \| \| 2 \| \| Clara Tauson Francisca Jorge \| 6 1 \| 6 1 \| \| \| \| 3 \| \| Emilie Francati / Maria Jespersen Francisca Jorge / Matilde Jorge \| 6 4 \| 6 2 \| \| \| |                                                                          |                                                                          |              |     |   |  |
| |                                                                          |                                                                          | 1            | 2   | 3 |  |
| 1 | Danimarca (bandiera) · Portogallo (bandiera)                             | Karen Barritza Inês Murta                                                | 6 1          | 6 0 |   |  |
| 2 | Danimarca (bandiera) · Portogallo (bandiera)                             | Clara Tauson Francisca Jorge                                             | 6 1          | 6 1 |   |  |
| 3 | Danimarca (bandiera) · Portogallo (bandiera)                             | Emilie Francati / Maria Jespersen Francisca Jorge / Matilde Jorge        | 6 4          | 6 2 |   |  |

| Finlandia 3 | Tali Tennis Center, Helsinki, Finlandia 5 febbraio 2020 Cemento (indoor) | Tali Tennis Center, Helsinki, Finlandia 5 febbraio 2020 Cemento (indoor) | Egitto 0 |     |   |  |
| \| \| \| \| 1 \| 2 \| 3 \| \| \| - \| \| --------------------------------------------------------------- \| --- \| --- \| - \| \| \| 1 \| \| Anastasia Kulikova Sandra Samir \| 6 1 \| 6 2 \| \| \| \| 2 \| \| Oona Orpana Mayar Sherif \| 6 4 \| 6 2 \| \| \| \| 3 \| \| Laura Hietaranta / Oona Orpana Rana Sherif Ahmed / Mayar Sherif \| 7 6 \| 6 4 \| \| \| |                                                                          |                                                                          |          |     |   |  |
| |                                                                          |                                                                          | 1        | 2   | 3 |  |
| 1 | Finlandia (bandiera) · Egitto (bandiera)                                 | Anastasia Kulikova Sandra Samir                                          | 6 1      | 6 2 |   |  |
| 2 | Finlandia (bandiera) · Egitto (bandiera)                                 | Oona Orpana Mayar Sherif                                                 | 6 4      | 6 2 |   |  |
| 3 | Finlandia (bandiera) · Egitto (bandiera)                                 | Laura Hietaranta / Oona Orpana Rana Sherif Ahmed / Mayar Sherif          | 7 6      | 6 4 |   |  |

## Terzo giorno
| Danimarca 1 | Tali Tennis Center, Helsinki, Finlandia 6 febbraio 2020 Cemento (indoor) | Tali Tennis Center, Helsinki, Finlandia 6 febbraio 2020 Cemento (indoor) | Egitto 2 |      |   |  |
| \| \| \| \| 1 \| 2 \| 3 \| \| \| - \| \| ------------------------------------------------------------------ \| --- \| ---- \| - \| \| \| 1 \| \| Karen Barritza Sandra Samir \| 3 6 \| 67 7 \| \| \| \| 2 \| \| Clara Tauson Mayar Sherif \| 6 1 \| 6 1 \| \| \| \| 3 \| \| Emilie Francati / Maria Jespersen Rana Sherif Ahmed / Mayar Sherif \| 4 6 \| 4 6 \| \| \| |                                                                          |                                                                          |          |      |   |  |
| |                                                                          |                                                                          | 1        | 2    | 3 |  |
| 1 | Danimarca (bandiera) · Egitto (bandiera)                                 | Karen Barritza Sandra Samir                                              | 3 6      | 67 7 |   |  |
| 2 | Danimarca (bandiera) · Egitto (bandiera)                                 | Clara Tauson Mayar Sherif                                                | 6 1      | 6 1  |   |  |
| 3 | Danimarca (bandiera) · Egitto (bandiera)                                 | Emilie Francati / Maria Jespersen Rana Sherif Ahmed / Mayar Sherif       | 4 6      | 4 6  |   |  |

| Portogallo 1 | Tali Tennis Center, Helsinki, Finlandia 6 febbraio 2020 Cemento (indoor) | Tali Tennis Center, Helsinki, Finlandia 6 febbraio 2020 Cemento (indoor) | Finlandia 2 |     |      |  |
| \| \| \| \| 1 \| 2 \| 3 \| \| \| - \| \| ----------------------------------------------------------------- \| ---- \| --- \| ---- \| \| \| 1 \| \| Maria Inês Fonte Anastasia Kulikova \| 0 6 \| 3 6 \| \| \| \| 2 \| \| Francisca Jorge Oona Orpana \| 6 3 \| 6 3 \| \| \| \| 3 \| \| Maria Inês Fonte / Francisca Jorge Laura Hietaranta / Oona Orpana \| 65 7 \| 6 1 \| 62 7 \| \| |                                                                          |                                                                          |             |     |      |  |
| |                                                                          |                                                                          | 1           | 2   | 3    |  |
| 1 | Portogallo (bandiera) · Finlandia (bandiera)                             | Maria Inês Fonte Anastasia Kulikova                                      | 0 6         | 3 6 |      |  |
| 2 | Portogallo (bandiera) · Finlandia (bandiera)                             | Francisca Jorge Oona Orpana                                              | 6 3         | 6 3 |      |  |
| 3 | Portogallo (bandiera) · Finlandia (bandiera)                             | Maria Inês Fonte / Francisca Jorge Laura Hietaranta / Oona Orpana        | 65 7        | 6 1 | 62 7 |  |